# Apparition de la Vierge à San Filippo Neri
 (août 2022).
Si vous disposez d'ouvrages ou d'articles de référence ou si vous connaissez des sites web de qualité traitant du thème abordé ici, merci de compléter l'article en donnant les références utiles à sa vérifiabilité et en les liant à la section « Notes et références ».
L'Apparition de la Vierge à San Filippo Neri (en italien Apparizione della Vergine a san Filippo Neri est un retable peint par l’Artiste Rococo Giambattista Tiepolo, conservé dans l’église Saint-Philippe à Camerino.

## Histoire
L'église Saint-Philippe à Camerino, construite par des moines oratoriens en 1733 est de style baroque. Elle possède une seule nef et deux chapelles latérales. Dans la chapelle de droite, entourée d'un triomphe de stuc, se trouve le fameux retable de l'Apparition de la Vierge à San Filippo Neri de Giambattista Tiepolo qui est la seule œuvre de ce peintre vénitien conservée en Italie centrale.  
L’histoire du Retable est presque aussi miraculeuse que le sujet dont il traite : 
- Du palais de l'Archevêque, où il a été temporairement conservé à la suite de la restauration de l'église San Filippo Neri, après les tremblements de terre de 1997, il est retourné dans la chapelle de l’Église de san Filippo où il était destiné depuis son arrivée à Camerino en 1740,

- Lors du tremblement de terre (magnitude 6,5) du dimanche 30 octobre 2016 à 7h41, une partie du toit de l'église s’est effondrée et l’on a pensé le tableau perdu[1]. Il s’en est fallu d’un rien pour que le retable soit détruit.

- Déjà, le retable de Tiepolo fut sauvé des inondations de Florence du 4 novembre 1966, car il se trouvait à cette époque dans les locaux du cabinet de restauration des Offices d’où il a été rapidement extrait, le sauvant ainsi des boues de l'Arno .

## Description de l'Œuvre
La Vierge apparaît soudain à San Filippo Neri, alors qu'il a l'intention de lire, vêtu de ses vêtements sacerdotaux les plus solennels. Le Saint laisse tomber le livre par terre et admire la Vierge tenant l'Enfant dans ses bras, et s'assoit sur un nuage soutenu par des anges. La scène est fastueuse mais équilibrée. Riche et détaillée est la robe du saint et la Madone est peinte avec une expression d’une grande douceur. 
Le retable, qui appartient à la même période que la Vierge aux saints Catherine, Rose avec l'enfant et Agnès, fut peinte selon une composition profonde et harmonieuse, contrairement au cadre complexe qui l'entoure, composé de quatre colonnes blanches latérales qui soutiennent un entablement mixte et enluminé de dorure et avec, au centre, la splendide colombe du Saint-Esprit au centre. La Chapelle latérale est une démonstration de savoir-faire en matière de décorations, délicates, blanches et dorées. 

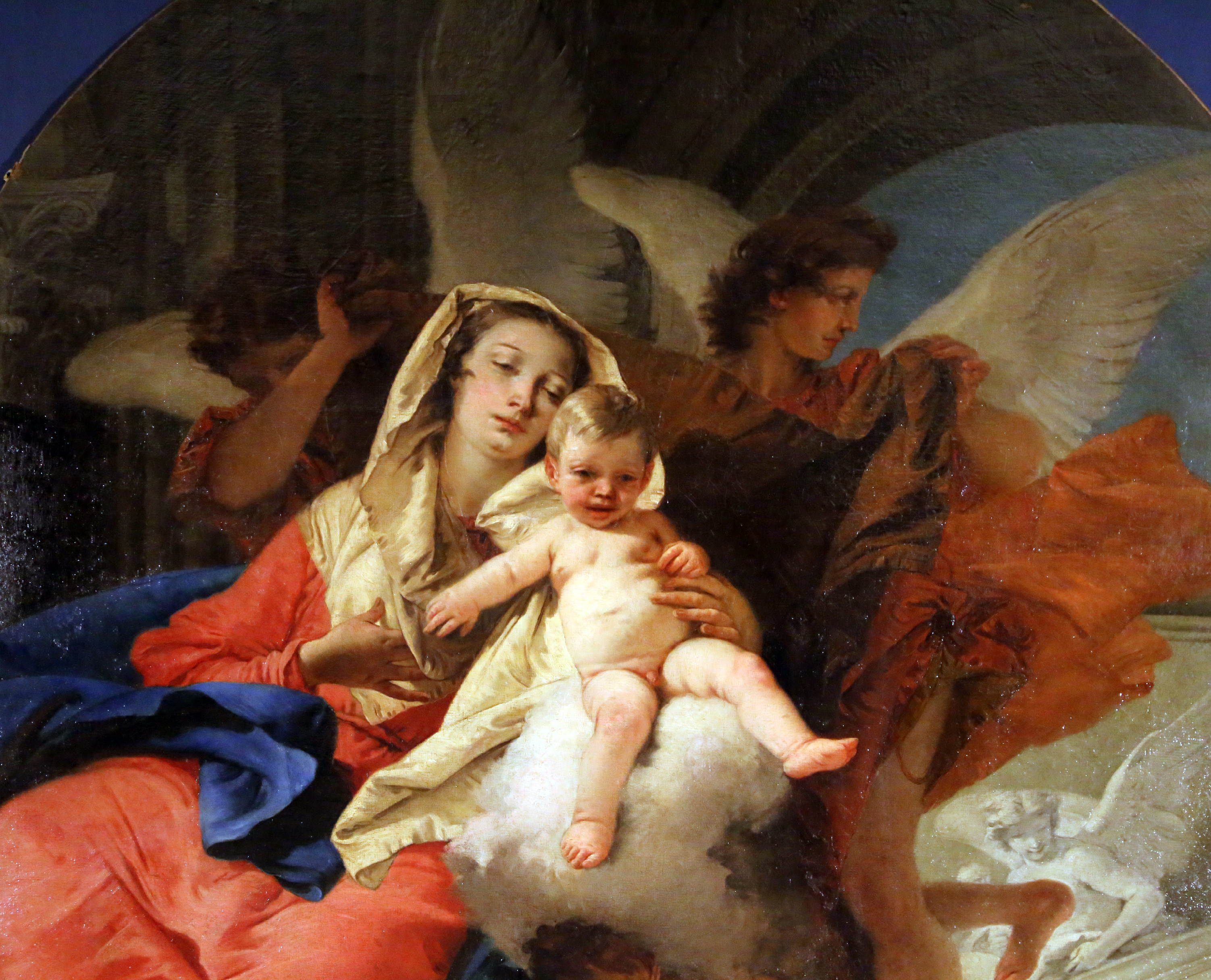
Détail 1.
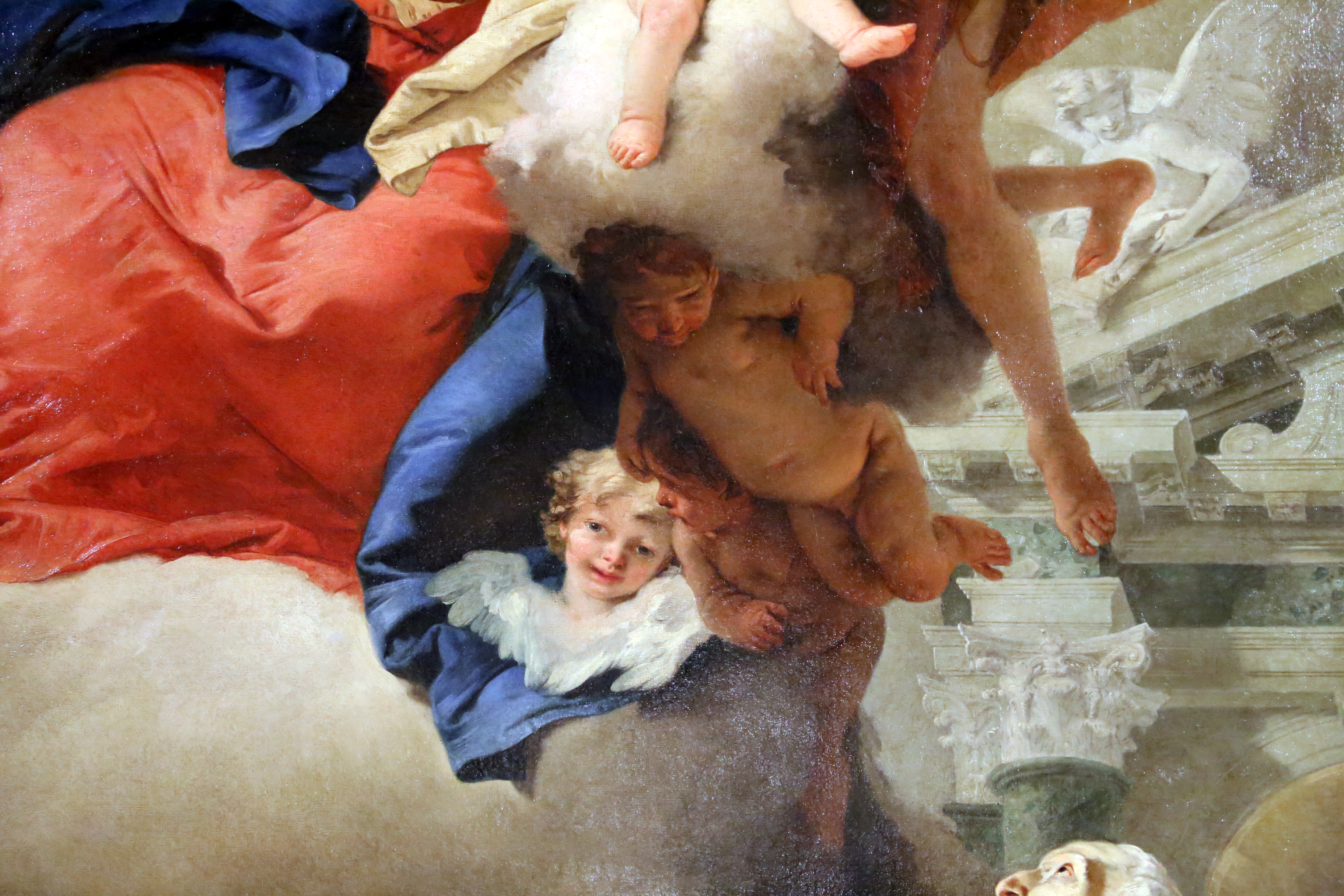
Détail 2.
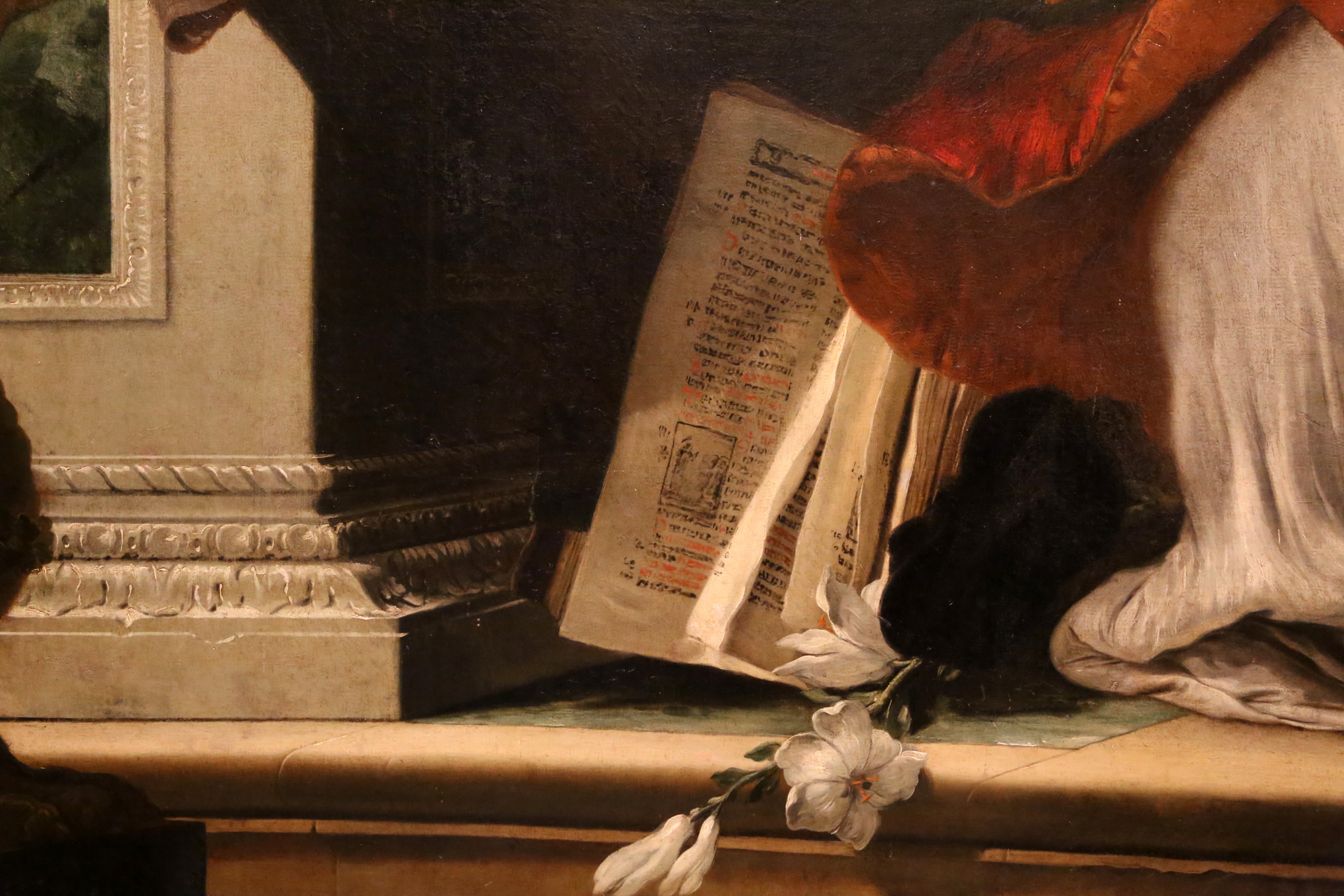
Détail 3.

## Conservation
La peinture a été récupérée par les sapeurs pompiers de Trento, dans l’après-midi du 4 novembre 2016, en même temps que l’Icône de Santa Maria in Via, et a été portée en un lieu sûr resté jusqu’à ce jour secret[réf. nécessaire]. 